# 缘毛合叶豆
缘毛合叶豆（学名：Smithia ciliata）为豆科坡油甘属下的一个种。

## 扩展阅读
- 維基物種上的相關：缘毛合叶豆